# サクラソウ目
サクラソウ目 (Primulales) は被子植物の目のひとつで、サクラソウ科をタイプ科とするもの。分類体系によって含まれる科は異なる。

## 分類

### APG植物分類体系
APG植物分類体系ではこの目は認められていない。エングラーやクロンキストの体系でこの目に属していた科は、サクラソウ科をはじめツツジ目に含まれており、さらにAPG植物分類体系第3版ではすべてがサクラソウ科としてまとめられている。

### クロンキスト体系
クロンキスト体系ではビワモドキ亜綱の中にあり、3科を含む。
被子植物門 Magnoliophyta
双子葉植物綱 Magnolliopsida
ビワモドキ亜綱 Dilleniidae
サクラソウ目 Primulales
- テオフラスタ科 Theophrastaceae
- ヤブコウジ科 Myrsinaceae
- サクラソウ科 Primulaceae

### 新エングラー体系
新エングラー体系でも含まれる科は同じである。合弁花類である。
被子植物門 Angiospermae
双子葉植物綱 Dicotyledoneae
合弁花亜綱 Sympetalae
サクラソウ目 Primulales
- テオフラスタ科 Theophrastaceae
- ヤブコウジ科 Myrsinaceae
- サクラソウ科 Primulaceae